# Gymnoscelis hamata
Gymnoscelis hamata là một loài bướm đêm trong họ Geometridae.